# 罗伯特·科瑞什
罗伯特·科瑞什（Bob Corish，也被称作 鲍勃·科瑞什 或 鲍比·科瑞什）是前英国后卫足球运动员。

## 足球生涯
出生在 利物浦，柯瑞什为德比郡足球俱乐部出战足球联赛 并且在 北美足球联赛 为 劳德代尔堡前锋.

## 医学生涯
膝盖的受伤让柯瑞什在完成他8年在迈哈密大学的学习后，在1991年成为了一个医师
他现在是 虾青素 专家, 并且是在落座于尼尔森的Supreme Biotechnologies公司的医学主管. 他现在同时也是位于奥克兰的NutriaCare集团公司的医学主管 